# Dead Man Walking (canção)
"Dead Man Walking" é uma canção composta por David Bowie e Reeves Gabrels e lançada como single do álbum Earthling, de 1997. A canção chegou à posição n°32 nas paradas britânicas.
O riff de guitarra desta canção tem origem nos anos 1960, quando Jimmy Page o ensinou a Bowie. Em 1970, o riff também foi usado (em "The Supermen") e, mais de 25 anos depois, foi revivido em "Dead Man Walking".